# 利伯蒂鎮區 (堪薩斯州第開特縣)
利伯蒂鎮區（英語：Liberty Township）為美國堪薩斯州第開特縣轄下的鎮區。2010年美国人口普查中此鎮區人口有51人。

## 地理
利伯蒂鎮區涵蓋總面積為91.0平方（35.14平方英里），其中陸地面積為91.0平方（35.13平方英里），水域面積為0.026平方（0.01平方英里）或0.03%。海拔高度854（2,802英尺）。

## 人口統計
根據2010年美國人口普查，利伯蒂鎮區人口有51人，其中男性有26人，女性有25人，人口密度為每平方公里0.56人，住房計27戶。鎮區內的白人有49人，非裔美國人有0人，美洲原住民有0人，亞裔美國人有0人，太平洋島裔美國人有0人，其他種族有0人，混血種族則有2人。此外鎮區內有2人為西班牙裔或拉丁裔美國人。此鎮區之年齡中位數為51.5歲，而男性年齡中位數為53.5歲，女性年齡中位數為50.5歲。

## 交通

### 主要公路
- 36號美國國道
- 83號美國國道